# Stazione di Eindhoven Stadion
Eindhoven Stadion, è una stazione ferroviaria passante di superficie sulla linea ferroviaria Breda-Eindhoven nella città di Eindhoven, Paesi Bassi. La stazione ha 1 solo binario e una sola piattaforma. Situata nei pressi del Philips Stadion, effettua servizio passeggeri solo in occasione di eventi sportivi o altre manifestazioni pubbliche. La stazione è stata inaugurata nel 1990.